# Grębków

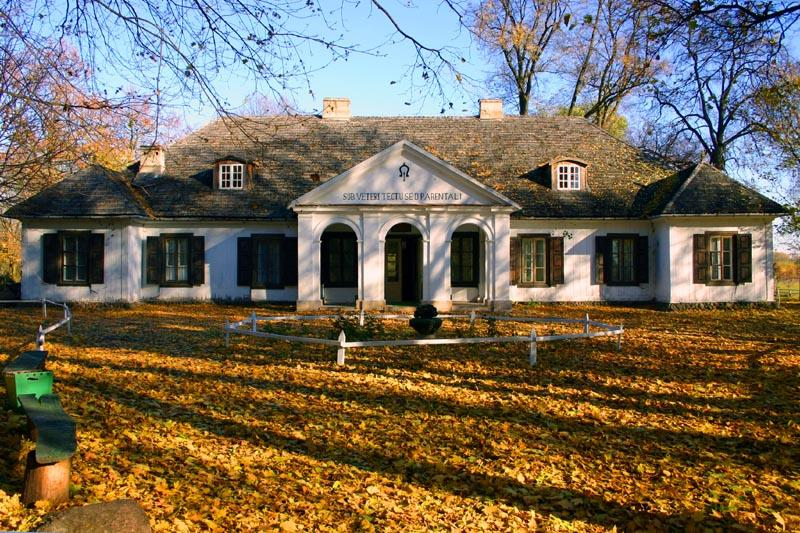
Gutshaus der Grafen Cieszkowski in Nowa Sucha

Grębków ist ein Dorf sowie Sitz der gleichnamigen Landgemeinde im Powiat Węgrowski der Woiwodschaft Masowien, Polen.

## Gemeinde
Zur Landgemeinde (gmina wiejska) Grębków gehören folgende Ortschaften mit einem Schulzenamt (sołectwo):
Aleksandrówka
Chojeczno-Sybilaki
Chojeczno-Cesarze
Gałki
Grębków
Grodzisk
Jabłonna
Kolonia Sinołęka
Kopcie
Kózki
Leśnogóra
Nowa Sucha
Nowa Trzcianka
Ogródek
Oszczerze
Pobratymy
Podsusze
Polków-Daćbogi
Polków-Sagały
Proszew A
Proszew B
Słuchocin
Stara Sucha
Stara Trzcianka
Stawiska
Suchodół
Trzebucza
Ziomaki
Żarnówka

## Persönlichkeiten
- Graf August Cieszkowski (1814–1894), polnischer Geschichtsphilosoph und politischer Aktivist, * in (Nowa) Sucha